# ヴィルヘルム・ハイドカンプ (駆逐艦)
Z21 ヴィルヘルム・ハイドカンプ (Z21 Wilhelm Heidkamp) はドイツ海軍の1936型駆逐艦。艦名は第一次世界大戦中のドイツ水兵ヴィルヘルム・ハイドカンプに由来する。

## 艦歴
1937年12月15日起工。1938年8月20日進水。1939年6月20日就役。
第二次世界大戦開戦後、4度イギリス沿岸への機雷敷設を行った。1940年2月18日には戦艦シャルンホルスト、グナイゼナウなどと共に船団攻撃に出撃した（ノルトマルク作戦）。
1940年4月、ノルウェー侵攻作戦に参加。4月7日に駆逐艦10隻からなるナルヴィク攻略部隊の旗艦として出撃した。4月9日にナルヴィクのあるオフォトフィヨルドに進入し、ノルウェー海軍の海防戦艦アイツヴォルを撃沈した。4月10日、ナルヴィク港に停泊中にイギリス海軍の駆逐艦の奇襲を受けた（第1次ナルヴィク海戦）。ヴィルヘルム・ハイドカンプは駆逐艦ハーディの発射した魚雷が艦尾に命中して弾薬が誘爆し、翌朝沈没した。